# Idiocerus acuminatus
Idiocerus acuminatus är en insektsart som beskrevs av Henry Fairfield Osborn 1923. Idiocerus acuminatus ingår i släktet Idiocerus och familjen dvärgstritar. Inga underarter finns listade i Catalogue of Life.